# 霍伊特隊

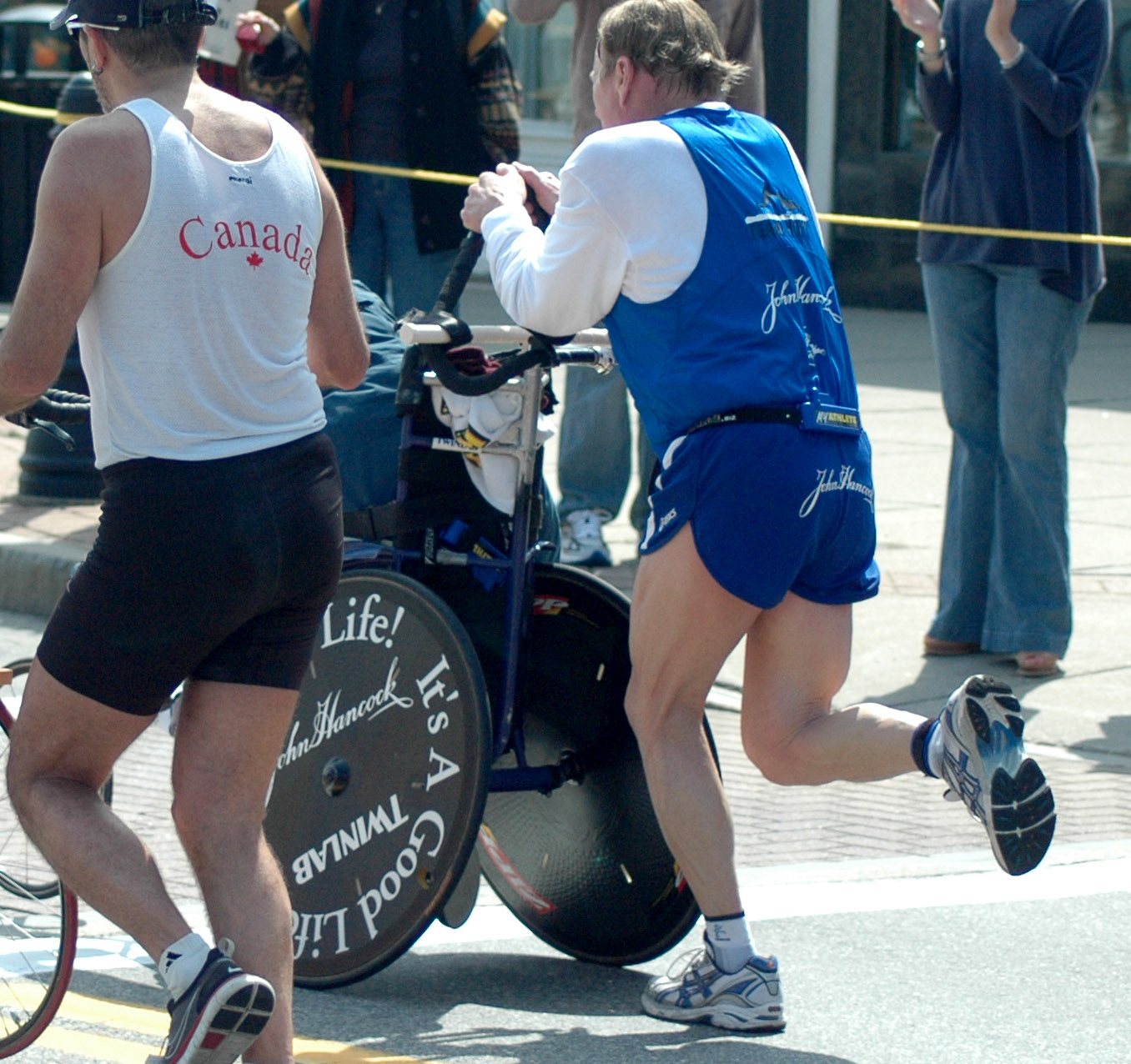
霍伊特队参加2008年波士顿马拉松
（摄于半程点附近）

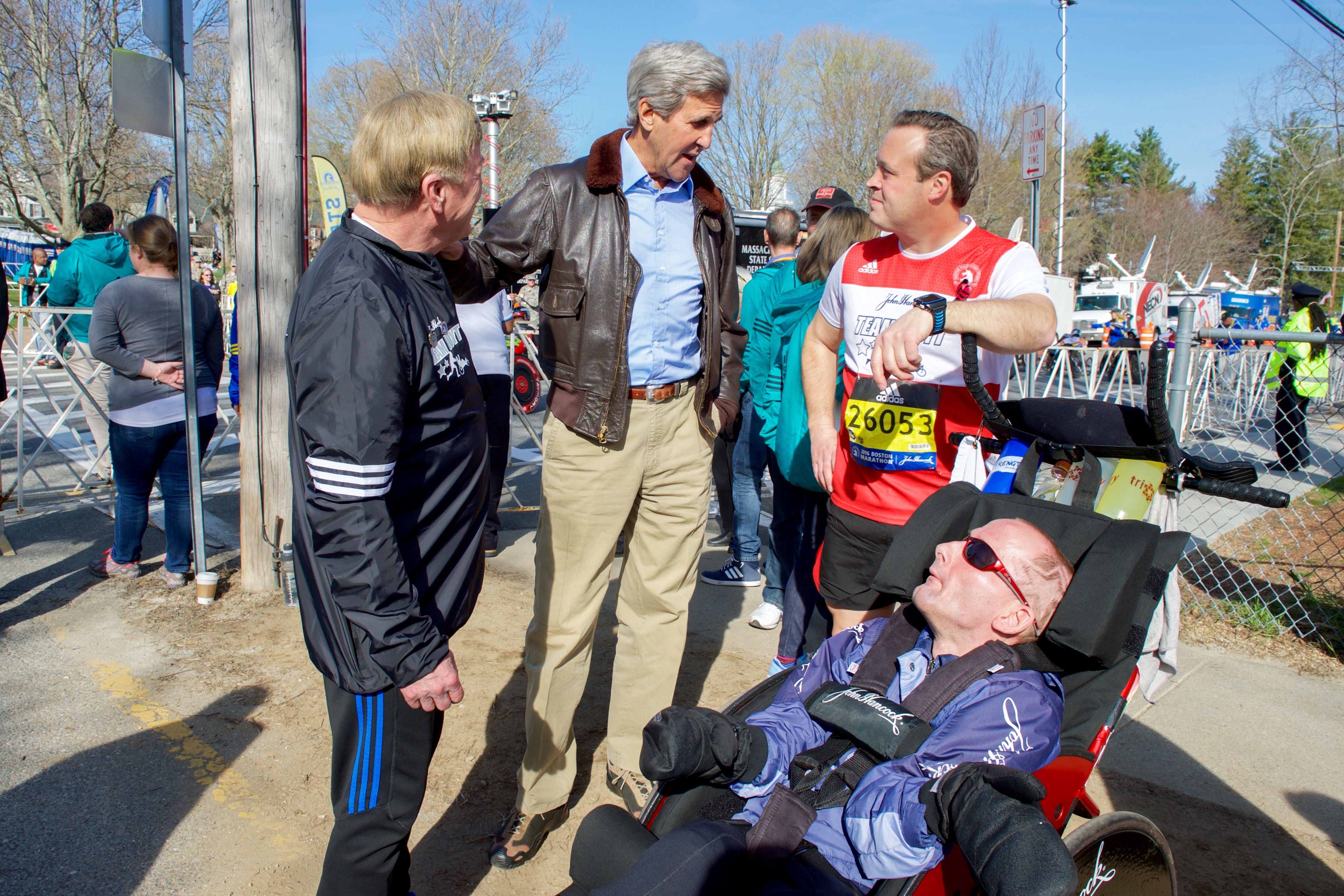
自左起：迪克·霍伊特、约翰·克里、布莱恩·莱恩斯和瑞克·霍伊特
（摄于2016年波士顿马拉松）

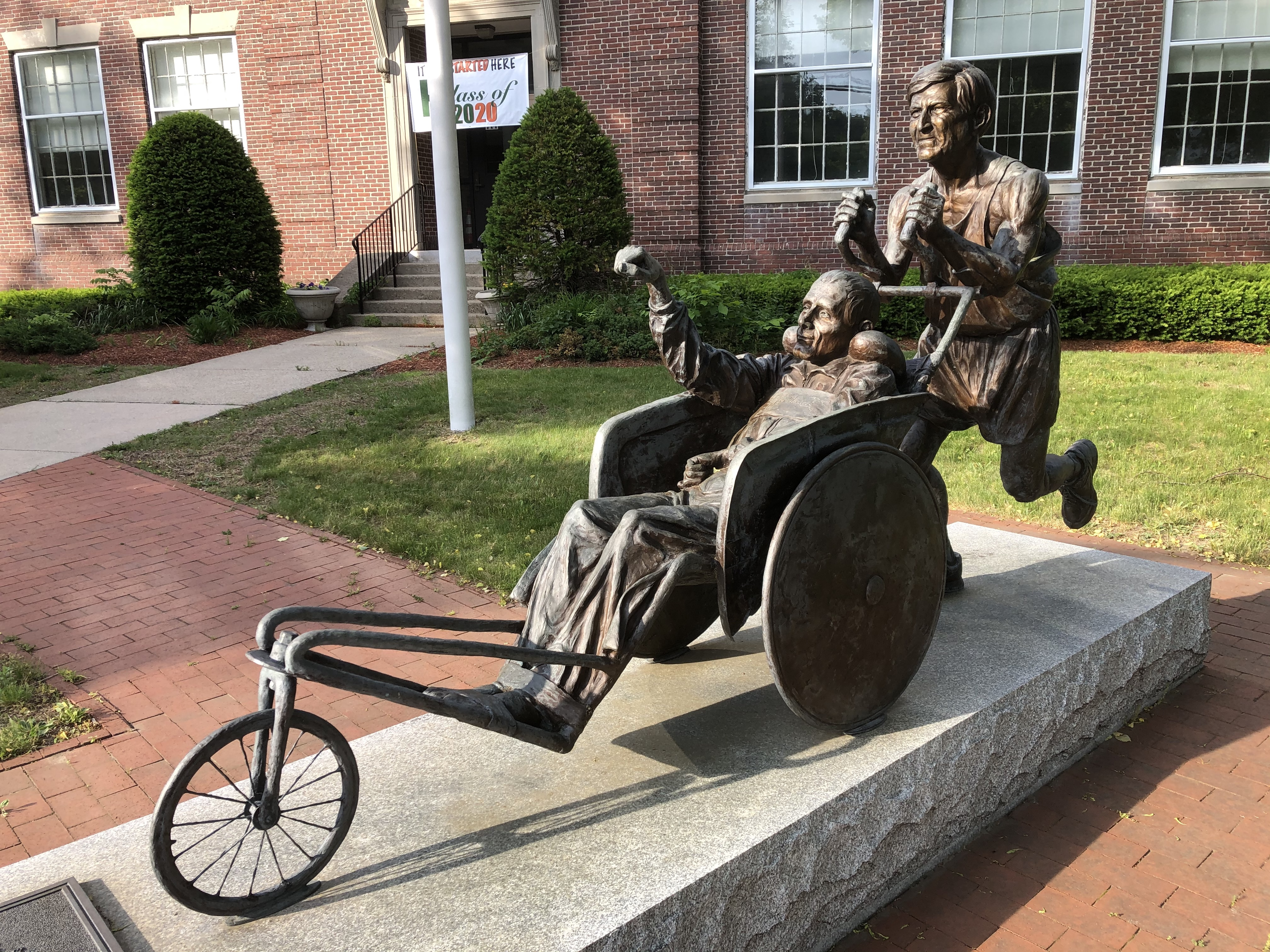
位于马萨诸塞州霍普金顿波士顿马拉松起点的霍伊特队雕像

霍伊特队（英語：Team Hoyt）是指由来自美国马萨诸塞州荷兰镇的迪克·霍伊特（Dick Hoyt）与他的儿子瑞克·霍伊特（Rick Hoyt）所组成的体育团队，他们参加包括铁人三项及马拉松在内的运动项目。由于瑞克罹患脑性麻痹，因此在比赛中其实更需要依靠父亲迪克的力量。在比赛时，游泳时需要迪克用一艘特制的小船拖着瑞克，骑行时则需要迪克将瑞克放在自行车前方的特制座椅上，而跑步时则是迪克推着坐着轮椅的瑞克。霍伊特队入了铁人三项名人堂并获得了由ESPN颁发的吉米V毅力奖。

## 早年境况
瑞克·霍伊特在出生的时候即被诊断为“脑性麻痹”，这是因为脐带绕颈而导致其呼吸氧气受阻。 最终结果是瑞克的大脑无法正确地控制肌肉。 许多医生都鼓励霍伊特夫妇将瑞克送进福利机构，并说他的状态不比“植物人”好多少。 但是霍伊特夫妇却坚持瑞克的眼睛会在房间里跟随自己，他们希望有一天他们可以和他以某种方式进行交流。 霍伊特夫妇每周都带瑞克去波士顿儿童医院检查，而在那里，他们遇到了一个医生。他鼓励霍伊特夫妇用对待其他正常儿童的方式对待瑞克。瑞克的母亲朱迪（Judy）每天花费数小时用砂纸字母叫他识读字母表，并给家里的每件物品都贴上了对应的单词标记。而在很短的时间里，瑞克学会了字母表。
当瑞克11岁的时候，在父母的坚持下，他获得了一台可以与他人交流的电脑。通过电脑交流这个方式，其实可以看出瑞克很聪明。 有了这个通讯设备，瑞克也第一次可以接受公立学校的教育。
1993年，瑞克从波士顿大学毕业，获得特殊教育的学士学位。随后他在波士顿学院的计算机实验室工作，从事开发计算机系统以辅助残障人士进行交流及其他工作。

## 团队历史
霍伊特队组建于1977年，當時瑞克询问他的父亲是否可以一起参加一项赛事，以帮助学校里的一名瘫痪的曲棍球选手。他想证明，无论你是否残疾，生活都将继续下去。 美国空军国民警卫队中校退役的迪克·霍伊特并非一个跑步选手并且当时已经36岁。在这次赛跑后，瑞克说：“爸爸，当我奔跑时，我感觉我不再残疾。”此后，迪克开始每天推着一辆放着一袋水泥的轮椅进行跑步训练，这是因为瑞克在校学习而无法与他一起练习。 迪克的体能因此得到了极大的改善，即便他推着瑞克也可以在5公里赛跑中跑进17分钟。
截至2016年3月，霍伊特队已经参加了1,130场耐力赛，这其中包括72场马拉松和6场铁人三项全能。 同时，他们也已经完成了32场波士顿马拉松。除了上述所列的成就之外，迪克和瑞克还在1992年通过骑行与跑步的方式穿行美国；在25天的时间里，他们完成了3,735英里（6,011）距离的行程。 他们还参加三项全能赛事。在赛事的游泳部分，迪克用一条系在身上的绳索拖行一艘小船，小船上躺着瑞克；在自行车部分，则有迪克骑行，而瑞克则坐在车前的特制座位上； 在赛跑部分，则是由迪克推着轮椅上的瑞克。
在2013年波士顿马拉松上，当2名恐怖分子在终点线附近引爆炸弹时，霍伊特队距离案发地点大约还有1英里（1.6）；他们当时被警察和其他仍在比赛的选手拦住，不过并没有受伤。一名路人用他的运动型多用途车将他们载送到喜来登酒店，这使得他们暂时与瑞克的轮椅分开。
2014年4月21日，迪克和瑞克完成了2014年波士顿马拉松；此前他们宣布这是他俩最后一次组队参加该项赛事。 此后的2015年到2019年期间，瑞克都是由来自马萨诸塞州比尔利卡镇的牙医布莱恩·里昂（Bryan Lyons）推行参加波士顿马拉松；而里昂于2020年6月去世，享年50岁。
2021年3月17日，迪克·霍伊特在马萨诸塞州荷兰镇的家中于睡梦里辞世，享寿80岁；在此前，他有一些健康问题。

## 荣誉纪录

### 荣誉奖励
- 2008年，霍伊特队入选铁人赛事名人堂。[17][18]

- 2010年，霍伊特队成为全美励志广告牌的宣传形象。[19][20]

- 2013年4月8日，霍伊特队的雕像被树立在波士顿马拉松赛事的起点霍普金顿。[21]

- 2013年7月17日，霍伊特队在年度卓越运动奖颁奖礼上获得吉米V毅力奖（英语：Jimmy V Award）。[22]

### 参赛次数
| 项目                   | 次数     |
| ---------------------- | -------- |
| 三项全能               | 257      |
| 铁人三项全能           | 6        |
| 半程铁人三项           | 7        |
| 铁人二项               | 22       |
| 马拉松（波士顿马拉松） | 72（32） |
| 20英里（32）赛         | 8        |
| 18.6英里（29.9）赛     | 8        |
| 半程马拉松             | 97       |
| 20公里赛               | 1        |
| 10英里（16）赛         | 37       |
| 15公里赛               | 8        |
| 法尔茅斯公路赛         | 37       |
| 11公里赛               | 2        |
| 10公里赛               | 219      |
| 5英里（8.0）赛         | 162      |
| 8公里赛                | 4        |
| 7.1公里赛              | 1        |
| 4英里（6.4）赛         | 18       |
| 5公里赛                | 176      |
| 总计                   | 1,130    |
| 数据截至2016年3月22日  |          |

### 脚注
1. 1 2 3 4  三项全能为赛事项目名称，可以由任何机构组织此类赛事；而铁人三项全能、半程铁人三项及铁人二项均为世界铁人赛事公司的注册商标并仅限由其具体负责组织。
2. ↑  含“铁人三项全能”及“半程铁人三项”参赛次数。

### 出典
1. ↑  Kathy Boyer; Todd Civin. . Sports Then and Now. 2010-04-03  [2021-07-30]. （原始内容存档于2020-11-26） （英语）.
2. 1 2  Christina Prignano; Travis Andersen; Katie McInerney. . 波士顿环球报. 2021-03-17  [2021-07-30]. （原始内容存档于2021-11-30） （英语）.
3. ↑  . CerebralPalsy.org.   [2021-07-30]. （原始内容存档于2021-11-30） （英语）.
4. 1 2 3  Sam Nall.  2nd Edition. Southern Heritage Press. 2002-01-31  [2021-07-31]. ISBN 9780941072519.
5. 1 2 3 4  Hayes, Liz. . . 2007-05-27  [2021-07-31]. 九号电视网. （原始内容存档于2010-07-23） –NineMSN （英语）.
6. ↑  Rick Reilly. . 体育画报. 2005-06-20  [2021-07-31]. （原始内容存档于2011-08-23） –CNN （英语）.
7. 1 2  Joe Henderson. . Tampa Bay Online. 2008-02-10  [2021-07-31]. （原始内容存档于2010-11-23） （英语）.
8. ↑  Tristan Loo. . Self Improvement Association. 2009-11-08  [2021-07-31]. （原始内容存档于2010-03-23） （英语）.
9. ↑  John Brant. . Runner's World. 2006-05  [2021-08-01]. （原始内容存档于2016-03-21） （英语）.
10. ↑  Denise Lodge. . Impowerage. 2012-01-25  [2021-08-01]. （原始内容存档于2012-02-21） （英语）.
11. 1 2 3  . 霍伊特队官方网站.   [2021-08-01]. （原始内容存档于2021-03-18） （英语）.
12. ↑  . 波士顿环球报 (Globe Newspaper Company). 2007-03-29  [2021-08-01]. （原始内容存档于2021-11-30） （英语）.
13. ↑  Cynthia G. Simison. . 共和党人报（英语：The Republican (Springfield, Massachusetts)） (Advance Local Media LLC.). 2013-04-16  [2021-08-01]. （原始内容存档于2021-08-01） （英语）.
14. ↑  . 共和党人报（英语：The Republican (Springfield, Massachusetts)） (Advance Local Media LLC.). 美联社. 2014-04-21  [2021-08-01]. （原始内容存档于2022-07-06）.
15. ↑  Jenna Ciccotelli. . 波士顿环球报 (Boston Globe Media Partners, LLC). 2020-06-02  [2021-08-01]. （原始内容存档于2021-03-18） （英语）.
16. ↑  Sarah Lorge Butler. . Runner's World. 2021-03-17  [2021-08-01]. （原始内容存档于2022-07-26） （英语）.
17. ↑  . 世界铁人赛事公司.   [2021-07-31] （英语）.
18. ↑  Charlie Breitrose. . 城西日报（英语：The MetroWest Daily News）. 甘尼特. 2010-07-17  [2021-07-31]. （原始内容存档于2021-07-31） （英语）.
19. ↑  . PassItOn.   [2021-07-31]. （原始内容存档于2022-06-14） （英语）.
20. ↑  Bishop Laurie Haller. . LaurieHaller.org. 2010-04-19  [2021-07-31]. （原始内容存档于2022-04-09） （英语）.
21. ↑  . 波士顿先驱报（英语：Boston Herald）. 美联社. 2013-04-09  [2021-07-31]. （原始内容存档于2013-04-13） （英语）.
22. ↑  . ESPN. 2003-06-07  [2021-07-31]. （原始内容存档于2021-11-30） （英语）.

## 延伸阅读
- Podcast 64: TEAM HOYT TFS’s July 2007 Success Story，存于（英文）
- Strongest Dad In The World，存于（英文）
- Dick and Rick Hoyt: Still Running Together，存于（英文）
- A Father’s Special Dedication: The Racing World of Dick and Rick Hoyt （页面存档备份，存于）（英文）
- A tribute to ‘invincible warrior’ Dick Hoyt （页面存档备份，存于）（英文）
- Spot de La Marató de TV3 （页面存档备份，存于）（文）
- Team Hoyt Accepting ESPY "Jimmy V" Award （页面存档备份，存于）（英文）
- Team Hoyt Cross Boston Marathon Finish Line For Final Time （页面存档备份，存于）（英文）